# Регби в Тонге

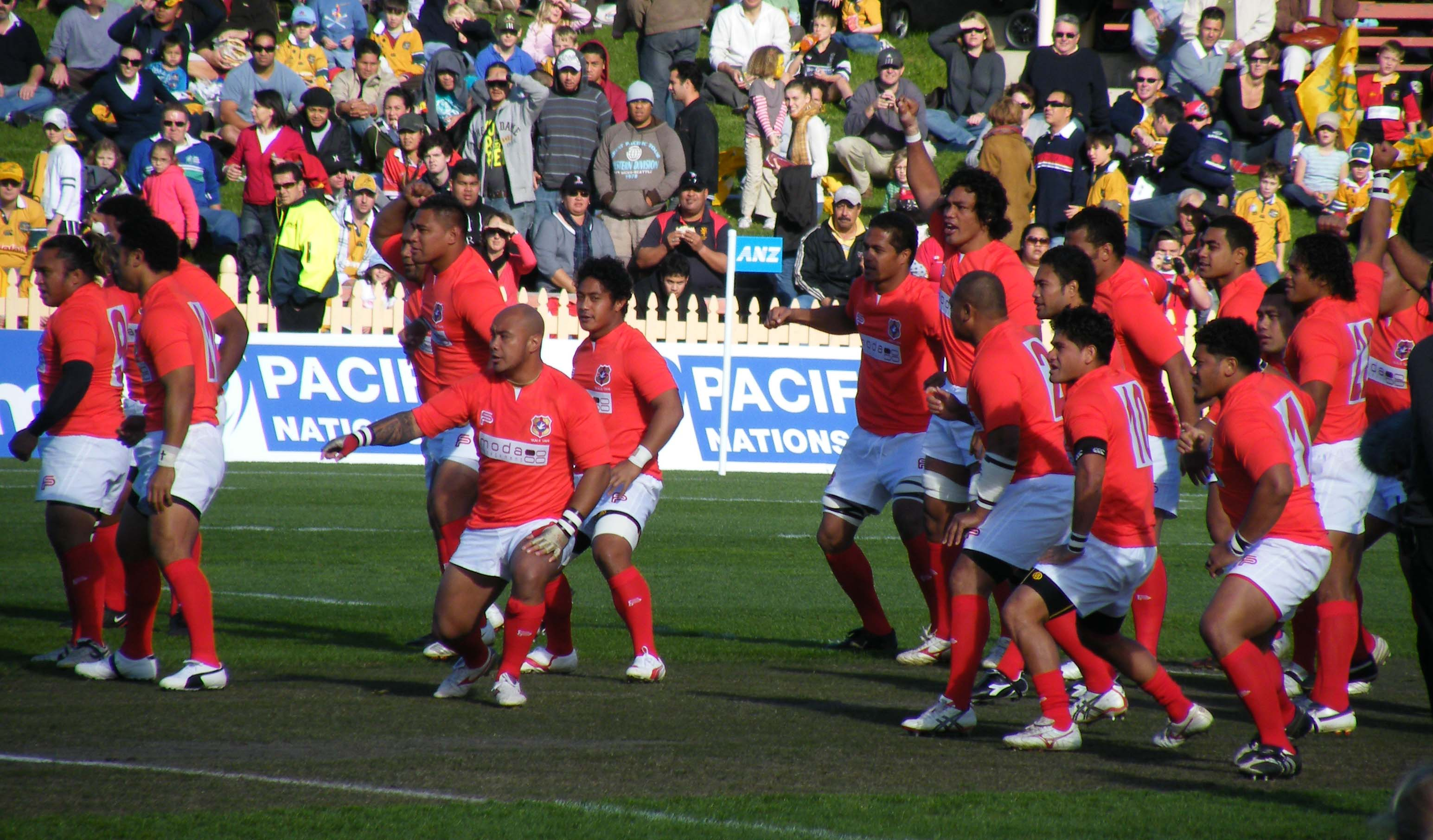
Сборная Тонга исполняет танец сипи-тау перед игрой

Регби является национальным видом спорта в Тонге: значительная часть регбистов мирового уровня родилась на островах Вавау (оттуда родом Эпи Таионе), Хаапай (там провёл детство Джона Лому), Эуа (регбийный клан Вунипола) и Тонгатапу. Национальная сборная Тонги — команда 2-го яруса World Rugby, постоянный участник чемпионатов мира. Развитием регби заведует Тонганский регбийный союз, входящий в Тихоокеанский регбийный альянс: он был основан в 1923 году, членом World Rugby является с 19876 года.

## История
Такой вид спорта, как регби, появился в Тонге в начале XX века благодаря морякам и миссионерам. В 1920-е годы в колледже Тупоу и Тонганском колледже усилиями ирландских миссионеров стали проводиться игры по регби, однако самое серьёзное влияние оказали соседние Новая Зеландия, а также ушедшие далеко в регбийном плане Самоа и Фиджи. На Тонге, как и на Фиджи и Самоа, хорошо развит такой вид, как регби-7, что позволяет команде регулярно участвовать в Мировой серии и выступать на ежегодном Гонконгском турнире.

## Сборные
Главная сборная Тонги, известная под прозвищем «Икале тахи» («орланы»), дебютировала в 1924 году тест-матчем против Фиджи. В 1973 году она одержала одну из самых известных побед, обыграв сборную Австралии со счётом 16:11. В активе сборной Тонги восемь участий на чемпионатах мира (не играли в 1991 году), однако ни разу сборная не выходила из группы, занимая в 2007 и 2011 годах третье место и обеспечивая как минимум квалификацию на следующий турнир. В 2007 году тонганцы в упорной борьбе проиграли личные встречи будущим участникам финала — ЮАР со счётом 25:30 и Англии со счётом 20:36. В 2011 году тонганцы сенсационно обыграли дошедшую до финала Францию 19:14, однако по худшей разнице набранных очков они не вышли в плей-офф. Основной турнир, в котором выступает Тонга — Кубок тихоокеанских наций. До 2005 года они играли в Тихоокеанском кубке трёх наций против Самоа и Фиджи, а позже турнир был расширен с приглашениями сборных Японии, США и Канады. Традиционно перед играми тонганцы исполняют боевой танец сипи-тау («кайлао»). Также у Тонги есть женская сборная по регби-15 и две сборные по регби-7.

## Игроки
Благодаря большим родственным связям с новозеландцами тонганцы имеют право теоретически играть как за «орланов» (прозвище сборной Тонги), так и за новозеландскую сборную «Олл Блэкс». Среди звёзд тонганской сборной выделяются такие, как Курт Морат, Маама Молитика, Нили Лату, Тауфа’ао Филисе и Купер Вуна. Из тонганцев или игроков тонганского происхождения, игравших за Австралию, выделяются Исраэль Фолау, Лопети Тимани, Вилиами Офаэнгауэ, Секопе Кету, Джордж Смит, Уайклифф Палу, Ситалеки Тимани и Салеси Ма’афу, братья Энтони Фаинга’а и Сайя Фаинга’а, Марк Джеррард, Тоутаи Кефу и Татафу Полота-Нау. За Новую Зеландию играли такие регбисты тонганского происхождения, как Джона Лому, Бен Афеаки, Малакаи Фекитоа, Чарльз Пиутау и Дуг Хаулетт. Уэльс представлял Тоби Фалетау, Англию — братья Билли и Мако Вунипола.
По некоторым подсчётам, та часть доходов тонганских регбистов, которая возвращается в государственную казну, по общему числу доходов от спорта занимает 2-е место, уступая только сквошу.

## Женское регби
Сборная по классическому регби сыграла всего два матча в Кубке трёх тихоокеанских наций, в то время как сборная по регби-7 отметилась играми на Чемпионатах Азии 2010 и 2011 годов, выступает с 2012 года в чемпионате Океании, а в 2015 году выступила на тихоокеанских играх. В марте 2018 года Министерство образования хотело запретить женское регби под предлогом «сохранения тонганских культурных ценностей и достоинства тонганских женщин», однако премьер-министр Тонги отменил запрет через несколько дней.

## Соревнования
Высшим турниром на Тонге является Кубок провинций Datec, носящий любительский характер и позволяющий местным игрокам выйти на международный уровень. Также команды Тонги выступают в Тихоокенском регбийном челлендже с 2008 года, стремясь подготовить будущие кадры сборной. В настоящее время там соревнуется вторая сборная, однако ранее туда заявлялись сборные Тонги под названиями «Тауута Редс» (в 2007 году выиграла групповой этап, но проиграла в финале самоанской сборной «Уполу Самоа») и «Таутахи Голд» (победители турнира 2008 года).